# Gran Premio Sportivi di Poggio alla Cavalla
Il Gran Premio Sportivi di Poggio alla Cavalla è una corsa in linea maschile di ciclismo su strada che si svolge annualmente a Lamporecchio, in provincia di Pistoia, il Lunedì di Pasquetta. È riservata ai soli ciclisti under-23, ed è classificata come gara di classe UCI 1.19.

## Albo d'oro
Aggiornato all'edizione 2023.
| Anno      | Vincitore             | Secondo             | Terzo            |
| --------- | --------------------- | ------------------- | ---------------- |
| 1964      | Alberto Capecchi      |                     |                  |
| 1964      | G. Gori               |                     |                  |
| 1965      | Carlo Viviani         |                     |                  |
| 1966      | Mario Beretta         |                     |                  |
| 1967      | Carlo Viviani         |                     |                  |
| 1968      | Libertario Innocanti  |                     |                  |
| 1969      | Alberto Tazzi         |                     |                  |
| 1970      | Ermanno Damiani       |                     |                  |
| 1971      | Francesco Moser       |                     |                  |
| 1972      | Francesco Moser       |                     |                  |
| 1973      | Uriano Goffetti       |                     |                  |
| 1974      | E. Garbi              |                     |                  |
| 1975      | Giuseppe Mori         |                     |                  |
| 1976      | Alberto Bogo          |                     |                  |
| 1977      | Walter Pucciarelli    |                     |                  |
| 1978      | Ivano Maffei          |                     |                  |
| 1979      | Moreno Mandriani      |                     |                  |
| 1980      | Sergio Ferri          |                     |                  |
| 1981      | Roberto Ciampi        |                     |                  |
| 1982      | Massimo Casalini      |                     |                  |
| 1983      | Sandro Lerici         |                     |                  |
| 1984      | Franco Ballerini      |                     |                  |
| 1985      | Andrea Michelucci     |                     |                  |
| 1986      | Stefano Casagrande    |                     |                  |
| 1987      | Antonio Mazzon        |                     |                  |
| 1988      | Luigi Lo Campo        |                     |                  |
| 1989      | Luigi Lo Campo        |                     |                  |
| 1990      | Marino Beggi          |                     |                  |
| 1991      | Elio Aggiano          |                     |                  |
| 1992      | Marino Beggi          |                     |                  |
| 1993      | Elio Aggiano          |                     |                  |
| 1994      | Alessandro Varocchi   |                     |                  |
| 1995      | Fabio Falcione        |                     |                  |
| 1996      | Marco Madrucci        |                     |                  |
| 1997      | Luca Cei              |                     |                  |
| 1998      | Massimo Sorice        |                     |                  |
| 1999      | Lorenzo Bernucci      |                     |                  |
| 2000      | Samuele Piras         |                     |                  |
| 2001      | Marco Tronci          |                     |                  |
| 2002      | Leonardo Branchi      |                     |                  |
| 2003      |                       |                     |                  |
| 2004      | Daniele Di Nucci      |                     |                  |
| 2005      | Emanuele Rizza        |                     |                  |
| 2006      | Davide Bonuccelli     | Bernardo Riccio     | Francesco Rivera |
| 2007      | Enrico Montanari      | Pierpaolo Tondo     | Filippo Partini  |
| 2008      | Enrico Montanari      | Andrea Guardini     | Matteo Scaroni   |
| 2009      | Roberto Cesaro        | Antonino Parrinello | Andrea Guardini  |
| 2010      | Giuseppe Di Salvo     | Aleksandr Ždanov    | Francesco Lasca  |
| 2011      | Aleksandr Serebrjakov | Eugenio Bani        | Francesco Lasca  |
| 2012      | Luigi Miletta         | Simone Camilli      | Angelo Raffaele  |
| 2013      | Michele Scartezzini   | Gianni Bellini      | Rino Gasparrini  |
| 2014      | Paolo Simion          | Eugenio Bani        | Angelo Raffaele  |
| 2015      | Michele Viola         | Marco Corrà         | Niko Colonna     |
| 2016      | Francesco Chesi       | Marco Lenzi         | Lorenzo Friscia  |
| 2017      | Emanuele Onesti       | Iltjan Nika         | Linas Rumšas     |
| 2018      | Tommaso Fiaschi       | Alexander Konychev  | Luca Limone      |
| 2019      | Tommaso Fiaschi       | Davide Masi         | Tommaso Rosa     |
| 2020-2022 | Non disputato         | Non disputato       | Non disputato    |
| 2023      | Lorenzo Cataldo       | Lorenzo Magli       | Nicolas Gómez    |